# Rasa del Torrent
La Rasa del Torrent o Rasa de Torrent és un torrent que en confluir amb la Rasa del Puit, dona lloc al naixement de la Riera de Sallent.
Neix a poc més de 300 m. a ponent de la masia de Cal Quel i a uns 250 m. al sud-oest del cementiri de Sant Climenç. De direcció predominant cap a les 8 del rellotge, passa successivament pel sud de les masies de Cal Quel i de les Cots, pel nord de Torrenegra i de Cal Setó i pel sud de Graus, de Torrent, de la Caseta de Llorenç, de Llorenç i de Pedrosa i tot seguit conflueix amb la Rasa del Puit a uns 400 m. al nord de Mas d'en Forn.

## Municipis per on passa
Des del seu naixement, la Rasa del Torrent passa successivament pels següents termes municipals.
|                                                                                        | Longitud (en m.) | % del recorregut |
| -------------------------------------------------------------------------------------- | ---------------- | ---------------- |
| Per l'interior del municipi de Pinell de Solsonès                                      | 3.917            | 69,61%           |
| Fent frontera entre els municipis de Biosca (al sud) i de Pinell de Solsonès (al nord) | 1.710            | 30,39%           |

## Xarxa hidrogràfica
La seva xarxa hidrogràfica està constituïda per 17 cursos fluvials la longitud total dels quals suma 17.838 m.

### Afluents destacables
- La Rasa de Torrenegra
- La Rasa de la Rovira

### Distribució municipal
El conjunt de la xarxa hidrogràfica transcorre pels següents termes municipals: